# Ctena clarionensis
Ctena clarionensis is een tweekleppigensoort uit de familie van de Lucinidae. De wetenschappelijke naam van de soort is voor het eerst geldig gepubliceerd in 1946 door Hertlein & Strong.